# Lucien Fabre

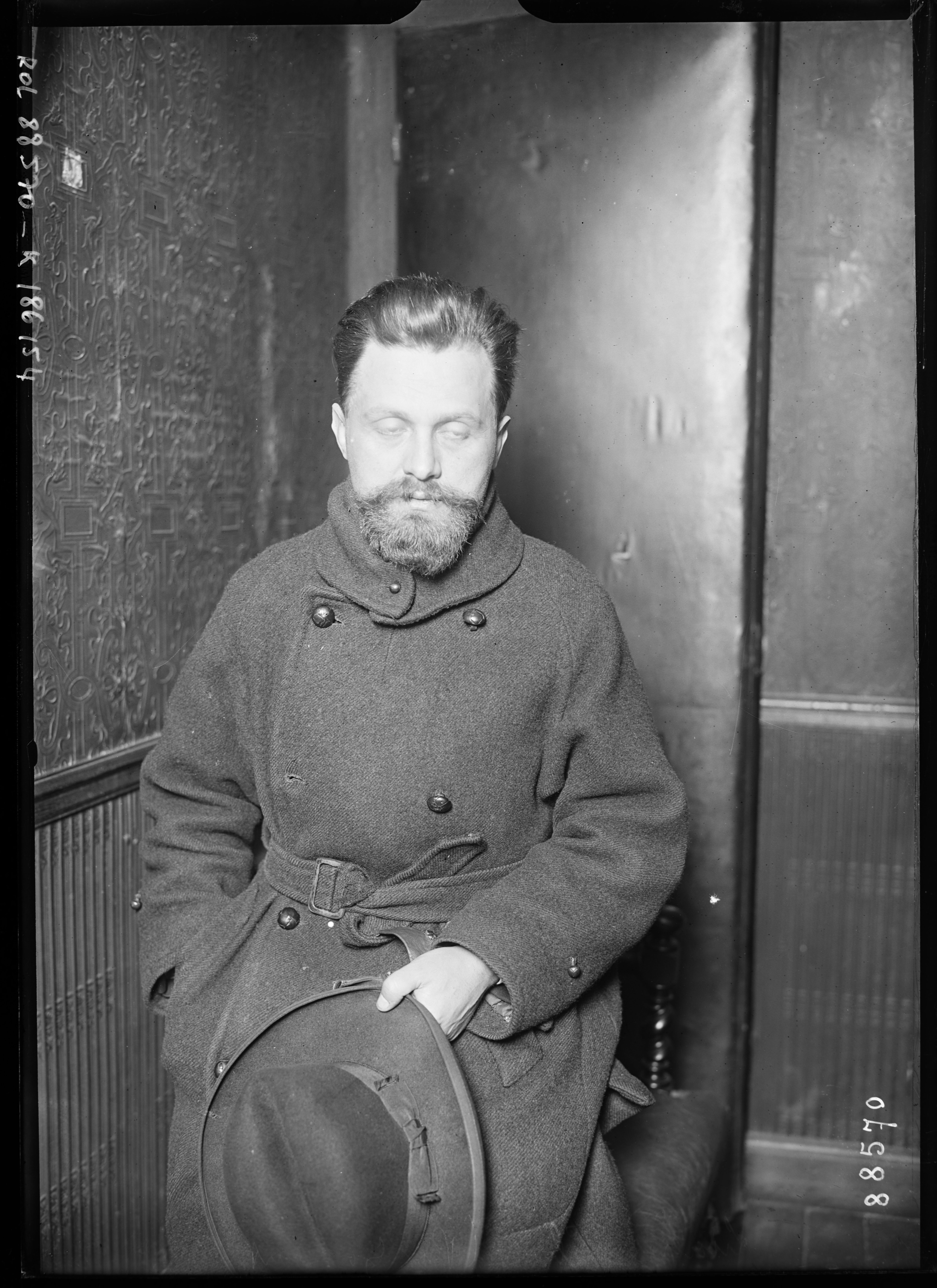
Foto de Lucien Fabre

Lucien Fabre fue un escritor francés, nacido el 14 de febrero de 1889 en Pampelonne, en el departamento del Tarn, en el Languedoc, y fallecido el 26 de noviembre de 1952 en París. En 1923, ganó el premio Goncourt por la novela Rabevel ou Le mal des ardents (Rabevel o el mal de los apasionados).

## Biografía
Lucien Fabre fue un personaje importante de la Tercera República, industrial y artista, amigo de los poetas Paul Valéry y Léon-Paul Fargue, y del violinista Jacques Thibaud. Era un hombre de negocios que recorrió la Europa de la pre-guerra en su avión privado, combinando los negocios con la literatura, tocando todos los temas: la divulgación (teoría de la relatividad), la poesía, el teatro, la novela, la teología y la ingeniería.
Su esposa pertenecía a una de las familias más ricas del Campo de Marte, de París, pero nunca olvidó sus raíces campesinas, que aparecen con frecuencia en sus obras. En 1908, con 18 años, gracias a su amistad con Jean Jaurès, entra en la École centrale Paris (Escuela central de artes y manufacturas,  una de las más prestigiosas escuelas de ingenieros de Francia). En 1909 se presenta voluntario en el 52 regimiento de artillería como subteniente, donde sirve cinco años, hasta 1914, año en que fue gravemente herido en las dos piernas, por lo que recibió la Legión de Honor por heridas de guerra en 1915. En 1917 es ascendido a teniente y trabaja para el Ministerio de Defensa como ingeniero hasta 1919.
Tras la guerra, trabaja en diversas empresas como directivo: ferrocarriles, municiones, industria aeronáutica, etc. De ideas socialistas, en 1931 se afilió a la SFIO (Sección Francesa de la Internacional Obrera). Se presentó candidato a las elecciones por este partido para Limoux en 1932, junto con Léon Blum. En 1937 fue presidente de Pathé-Cinéma. En 1948 fue nombrado vicepresidente de la Société des gens de lettres (Sociedad de Hombres de Letras de Francia), y en 1952 recibió las insignias como comendador de la Orden Nacional de la Legión de Honor.

## Obra
- Connaissance de la déesse, prefacio de Paul Valéry. Colección Une Œuvre, un Portrait, Gallimard (poesía), 1920.
- Les Théories d’Einstein: une nouvelle figure du monde; prefacio de M. Einstein, París, Payot, 242 p., 1921
- Vanikoro. colección Une Œuvre, un Portrait, Gallimard (poésie), 1923.
- Rabevel ou le mal des ardents, tres volúmenes, Gallimard (novela), 1923. Premio Goncourt. La traducción española se titula Rabevel o el mal de los apasionados, y aparece en el volumen Los premios Goncourt de Novela, Plaza y Janés, 1923, 1972.
- Bassesse de Venise, precedido de La Traversée de l'Europe en avion y de, Le légat. Colección Une Œuvre, un Portrait, Gallimard (ensayo), 1924.
- Le Tarramagnou, Gallimard (novela), 1925.
- La démarche intellectuelle de Paul Valéry, Gallimard, 1925.
- La science et les origines de l'homme, A La Lampe d'Aladdin, 1926.
- Essai sur le génie de Copernic, Marcelle Lesage éditeur, 1927.
- Georges Ravène. Défense de Venise', charla con M. Lucien Fabre, éditions Bossard, 1928.
- Le Rire et les rieurs, collection blanche, Gallimard (ensayo), 1929.
- Le Paradis des amants, collection blanche, Gallimard (novela), 1931.
- La France travaille : Aux sources de l'énergie, Horizons de France, 1932.
- La France travaille : Journaux, bibliothèques, laboratoires, Horizons de France, 1934.
- Le Ciel de l'oiseleur, Gallimard (ensayo), 1934.
- Tristan et Yseult, Nagel, 1945.
- On vous interrogera sur l'amour, Domat, 1946.
- Dieu est innocent, préface de Paul Valéry, Nagel (teatro), 1946.
- Jeanne d'Arc, Tallandier. * 1950 : Mahaut, Hachette, 1948. Gran Premio de Historia de la Academia Francesa.
- Saint Augustin, Hachette, 1951.

### Ciencia
- Lucien Fabre publica en 1921 una obra de divulgación científica: Les théories d'Einstein: une nouvelle figure du monde, París, Payot, 1921

### Teatro
- Dieu est innocent, puesta en escena Marcel Herrand, Théâtre des Mathurins, 1942